# Îlot Pollux
L'îlot Pollux était un îlot rocheux de l'archipel de Pointe-Géologie (terre Adélie), situé en mer Dumont-d'Urville (océan Austral) au large du continent antarctique. Il a disparu sous les terrassements de la piste du Lion.

## Description
Situé à 10 m au sud-ouest de son jumeau, l'îlot Castor, l'îlot Pollux occupait le fond de la baie des Gémeaux, qui sépare l'île du Lion de l'île Claude-Bernard. Long de 50 m, cet îlot qui ne ressortait que de 2 m de l'eau était situé à 75 m au sud-est du Lion,.

## Histoire
Dans les années 1980, d'importants travaux ont été réalisés pour relier entre elles les îles  Buffon, Cuvier et du Lion afin de construire une piste d'atterrissage orientée NW–SE pour avions gros-porteurs. L'îlot Pollux a disparu sous les terrassements correspondants. Une tempête survenue en 1993 a causé d'irrémédiables dégâts, et l'aérodrome n'a jamais été opérationnel.